# Мар'янівка (Синельниківський район)
Мар'янівка (до 2025 року — Мар'їна Роща) — село в Україні, у Синельниківському районі Дніпропетровської області. Входить до складу Миколаївської сільської громади. Населення становить 511 осіб. До 2017 року орган місцевого самоврядування — Петрівська сільська рада.

## Історія
12 червня 2020 року, відповідно до розпорядження Кабінету Міністрів України № 709-р від «Про визначення адміністративних центрів та затвердження територій територіальних громад Дніпропетровської області», увійшло до складу Миколаївської сільської громади.
19 липня 2020 року, в результаті адміністративно-територіальної реформи та ліквідації Петропавлівського району, село увійшло до складу новоутвореного Синельниківського району.

## Географія
Село Мар'їна Роща знаходиться на правому березі річки Самара, вище за течією на відстані 1 км розташоване село Катеринівка, нижче за течією на відстані 2,5 км розташоване село Мерцалівка (Павлоградський район), на протилежному березі — село Дмитрівка. До села примикає великий масив садових ділянок.

## Населення

### Мова
Розподіл населення за рідною мовою за даними перепису 2001 року:
| Мова       | Кількість | Відсоток |
| ---------- | --------- | -------- |
| українська | 459       | 89.82 %  |
| російська  | 52        | 10.18 %  |
| Усього     | 511       | 100 %    |

## Економіка
- ФГ «Вільне».
- Шахта ім. М. І. Сташкова ВАТ «Павлоградвугілля».

## Об'єкти соціальної сфери
- Клуб.